# Ульяновская областная научная библиотека имени В. И. Ленина
ОГБУК «Дворец книги — Ульяновская областная научная библиотека им. В. И. Ленина» — центральная государственная научная библиотека Ульяновской области, преемница Симбирской Карамзинской общественной библиотеки, открытой в 1848 году в честь знаменитого симбирянина, писателя и историографа государства Российского Николая Михайловича Карамзина.

## История библиотеки
18 апреля 1848 г. — открытие Карамзинской общественной библиотеки в Симбирске. Библиотека создавалась как памятник знаменитому историографу и земляку Николаю Михайловичу Карамзину. Управлением библиотекой занимался специальный комитет из 12 человек. Первым председателем его стал Пётр Михайлович Языков — ученый-геолог и этнограф, старший брат поэта Николая Языкова.

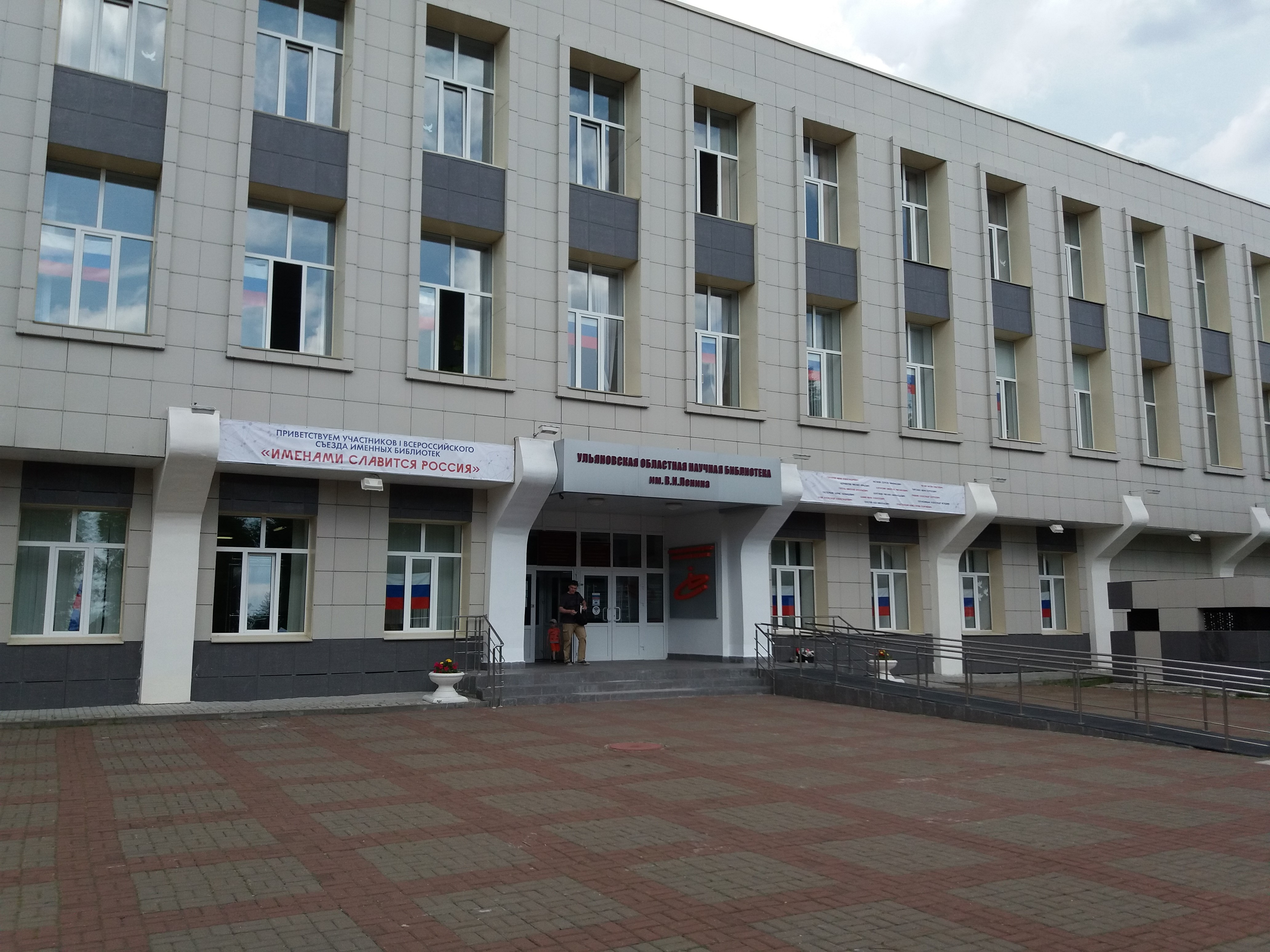
Ульяновская областная научная библиотека им. В. И. Ленина (новый корпус).

Семья Языковых принимала активное участие в жизни библиотеки. Основу библиотеки составила солидная часть личной библиотеки Николая Михайловича Языкова — 2325 томов. Многие общественные деятели жертвовали свои книги в фонд Карамзинской библиотеки. Среди них семья Карамзиных, С. Т. Аксаков, К. С. Аксаков, И. А. Гончаров, М. А. Дмитриев, сыновья Д. В. Давыдова, князь В. И. Баюшев и другие.
Август 1864 г. — городской пожар практически полностью уничтожил библиотеку. Восстановить фонд помогли Общество русских литераторов, библиотеки Академии наук, Казанского университета и Генерального штаба, Воронежская публичная библиотека, книгоиздатели, ученые общества и пожертвования горожан.
1866 г. — наследник престола цесаревич Александр Александрович, будущий царь Александр III, прислал в дар более 400 томов.
1881 г. — И. А. Гончаров передал свою личную библиотеку на родину, в Симбирск. Многие из них были подарены писателю друзьями и почитателями его таланта. На некоторых можно увидеть дарственные надписи и автографы автографы Н. А. Некрасова, А. Н. Островского, М. Е. Салтыкова-Щедрина, Я. П. Полонского и др.
1870 г. — начала свою работу музыкальный отдел. Инициатором его создания выступил член комитета В. В. Черников, секретарь губернского статистического комитета, владелец небольшой типографии, издатель симбирской газеты «Волжский вестник», педагог и музыковед по образованию.
1878 г. — фонд библиотеки составлял порядка 13-ти тысяч книг.

Мемориальная табличка на здании библиотеки.

1870—1880-е гг. — годы расцвета Карамзинской общественной библиотеки. Среди посетителей можно было встретить представителей разных слоёв общества от дворян до крестьян.
1918 г. — объединение Карамзинской общественной библиотеки и народной библиотекой им. И. А. Гончарова в одну городскую центральную библиотеку.
1921 г. — создано губернское книгохранилище, куда вошли: городская центральная библиотека, губернский коллектор, детская библиотека (ныне Ульяновская областная библиотека для детей и юношества имени С. Т. Аксакова) и губернская центральная библиотека.
21 января 1925 г. — открытие нового библиотечного учреждения — Дворца книги им. В. И. Ленина. Дворец книги получил во владение здание бывшего Дворянского собрания, где ранее располагалась Карамзинская общественная библиотека.
1943 г. — Дворец книги переименовывается в областную библиотеку в связи с образованием Ульяновской области.
1950—1960-е гг. — в библиотеке появляются отраслевые отделы: патентно-технический, сельскохозяйственной литературы, литературы на иностранных языках.
4 июня 1973 г. — библиотека награждена Орденом Трудового Красного Знамени Указом Президиума Верховного Совета СССР и библиотека стала называться Ульяновская ордена Трудового Красного знамени государственная областная научная библиотека имени В. И. Ленина.
1984 г. — у библиотеки появляется новый корпус.
1990 г. — открытие мемориального музея «Карамзинская общественная библиотека» в стенах областной библиотеки.

## Современность
Сохраняя авторитет и традиции прошлого, библиотека сегодня — это комплекс оснащённых современным электронным оборудованием специализированных отделов, книгохранилищ, помещений для обслуживания читателей, проведения культурных программ, отдыха и общения.
Структурные подразделения:
ВНУТРЕННИЕ ОТДЕЛЫ БИБЛИОТЕКИ
- Отдел развития библиотеки и связей с общественностью

- Отдел по координации деятельности библиотек

Мемориальная доска на здании Дворца книги.

Центр профессионального развития библиотечных работников
Сектор мобильного библиотечного обслуживания
- Отдел комплектования фондов

Сектор учёта документов
- Отдел обработки документов и организации каталогов

Сектор каталогизации алфавитных каталогов и технической обработки документов
Сектор систематизации, предметизации электронных и систематических каталогов
- Отдел хранения основного фонда

Сектор основного фонда с краеведческим депозитарием
Сектор дореволюционного фонда
- Отдел автоматизации библиотечных процессов

Сектор сетевых технологий
Сектор оцифровки
- Сектор консервации и реставрации библиотечных фондов

ОТДЕЛЫ ОБСЛУЖИВАНИЯ ЧИТАТЕЛЕЙ
- Сектор статистики и контроля

- Информационно-библиографический отдел

Сектор справочно-информационной работы
Сектор электронных информационных ресурсов
Публичный центр правовой информации
- Отдел краеведческой литературы и библиографии

Сектор краеведческих периодических изданий
- Читальный зал

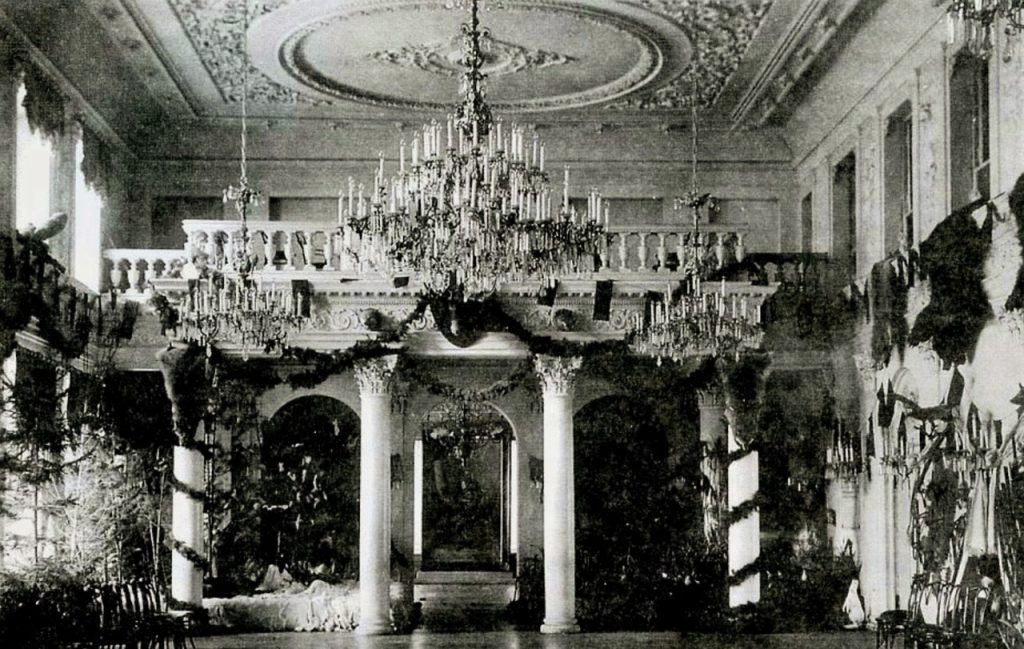
Бальный зал Дворянского собрания (фото 1912), ныне Конференц-зал библиотеки.

Сектор организации и хранения подсобных фондов
Центр чтения
- Отдел технической и сельскохозяйственной литературы

Сектор технической литературы
- Отдел литературы по искусству

Сектор нотной и музыкальной литературы
Сектор информации по культуре и искусству
- Отдел редких книг и рукописей

Сектор частных коллекций
Центр по изучению творчества Н. М. Карамзина
Мемориальная экспозиция «Карамзинская общественная библиотека»
- Отдел литературы на иностранных языках

Центр толерантности
- Отдел абонемента

- Региональный центр доступа к ресурсам Президентской библиотеки им. Б. Н. Ельцина

Сектор межбиблиотечного обслуживания и электронной доставки документов
Площадь библиотеки сегодня составляет более 10 тысяч м². Ежегодное количество читателей — свыше 45 тысяч человек, им выдаётся около 700 тысяч изданий.
Услуги библиотеки:
- универсальный фонд документов на традиционных и электронных носителях в количестве более 2 млн. 300 тыс. экз.
- фонд периодических изданий более 300 тыс. экз.;
- в фонде библиотеки хранится 7 874 экземпляра годовых комплектов газет;
- около 1 млн экземпляров нормативно-технической документации;
- около 60 тыс. нот, изоматериалов, карт, среди них — 41 тыс. экземпляров на иностранных языках;
- энциклопедии, словари, справочники по различным отраслям знаний;
- аудио-видеоматериалы, базы данных на CD и DVD-носителях;
- услуги Центра правовой и деловой информации;
- электронный читальный зал с доступом к сети Интернет;
- услуги межбиблиотечного абонемента и электронная доставка документов;
- дополнительные сервисные услуги.

В 1991 году у библиотеки появляется Электронный каталог. Это собрание библиографических записей на научные, научно-популярные, учебные и справочные материалы по всем отраслям знаний. Содержит более 300 тыс. названий документов: книг, CD.
Официальный сайт http://uonb.ru/

## Деятельность
Научно-исследовательская деятельность
- Участие в Федеральной целевой программе «Культура России (2006—2011 годы)» по направлениям:
- «Создание регионального центра консервации библиотечных фондов на базе Ульяновской областной научной библиотеки»;
- «Газетные фонды региона: обеспечение сохранности и доступности»;
- Памятники книжной культуры «Карамзинской общественной библиотеки». Реставрация книги «Описание священнейщего коронования императорских Величеств Государя Императора Александра Второго и Государыни Императрицы Марии Александровны и Всея России»;
- «Создание Свода книжных памятников Ульяновской области»;
- «Создание модельных библиотек в сельских районах Ульяновской области».

Продвижение чтения в регионе
- «Симбирская книга»;
- 2007 год: Год чтения и русского языка в Ульяновской области;
- 2008 год: Ульяновск — «Библиотечная столица — 2008»;
- 2009 год: областной конкурс «Имя Симбирского — Ульяновского края», проект «Губернский книжный экспресс», акция «Патриотический десант».

Библиотека — территория культуры
- клубы и творческие объединения библиотеки;
- вернисажи, творческие вечера, встречи, презентации;
- конкурсы, проекты по чтению, поэтические турниры и др.

Сотрудничество с учреждениями культуры
Партнерами библиотеки являются:
- Российская государственная библиотека;
- Российская национальная библиотека;
- Российская государственная публичная историческая библиотека;
- библиотеки Приволжского федерального округа;
- Государственный историко-мемориальный музей-заповедник «Родина В. И. Ленина»;
- Государственный архив Ульяновской области;
- Центр документации новейшей истории Ульяновской области;
- Ульяновская областная филармония;
- Ульяновский областной драматический театр им. И. А. Гончарова;
- Ульяновская региональная организация «Союз художников России»;
- Ульяновская региональная организация «Союз писателей России»;
- высшие и средние учебные заведения города.

Международное сотрудничество
На международном уровне ведётся сотрудничество с посольствами США, Франции, Германии, книгообмен с Библиотекой Конгресса США, Колумбийским университетом, переписка с потомками И. А. Гончарова и Д. П. Ознобишина во Франции.

## Известные люди Дворца книги
Большой вклад в её становление и развитие внесли: П. М. Языков, А. М. Языков, Н. А. Языков, И. И. Благодаров, В. В. Черников, А. А. Караваева, М. Г. Медведева, Н. Н. Столов, М. С. Быкова, Е. В. Ложкина, Е. В. Перухина, В. А. Иванова, Н. И. Никитина, З. В. Ерофеева, Е. А. Шершень, И. Э. Барановская, А. И. Кукуева, О. И. Беляева, П. И. Антипина, С. Н. Рыбакова, Л. М. Морозова, Л. В. Белозёрова, Н. Н. Горина, М. И. Дёмина, А. Д. Кривошеева, А. А. Суркова, Г. И. Кирик, Г. А. Аляпина, Р. В. Юдина, Н. К. Казакова, Л. И. Бартасевич, С. Д. Веретенникова, Л. С. Веденеева и многие другие.

## Дворец книги в филателии

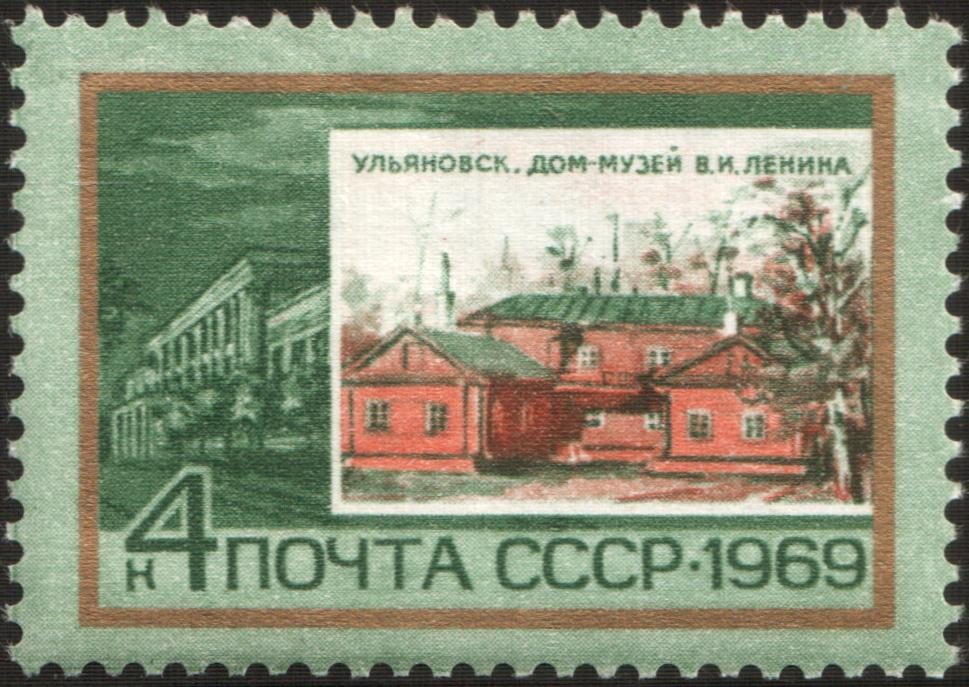
Почта СССР, 1969 г. Слева — здание Карамзинской библиотеки.

- Почта СССР, 1969 г. Слева — здание Карамзинской библиотеки. Почта СССР в 1969 году выпустила марку — Ульяновск (б. Симбирск). Дом семьи Ульяновых, 1878—1887 гг. Ныне — Дом-музей В. И. Ленина (вид со двора). Слева — здание Карамзинской общественной библиотеки.
- В 1976 году — Министерство связи СССР выпустило Художественный маркированный конверт. г. Ульяновск. Дворец книги имени В. И. Ленина[9].
- 15.07.1981 г. — Министерство связи СССР выпустило ХМК. г. Ульяновск. Дворец книги имени В. И. Ленина (Художник/фотограф: Коновалов В.)[10].

- 06.11.1984 году Министерство связи СССР выпустило почтовый конверт — Дворец книги. Областная научная библиотека. Ульяновск. 60 лет[11][12].

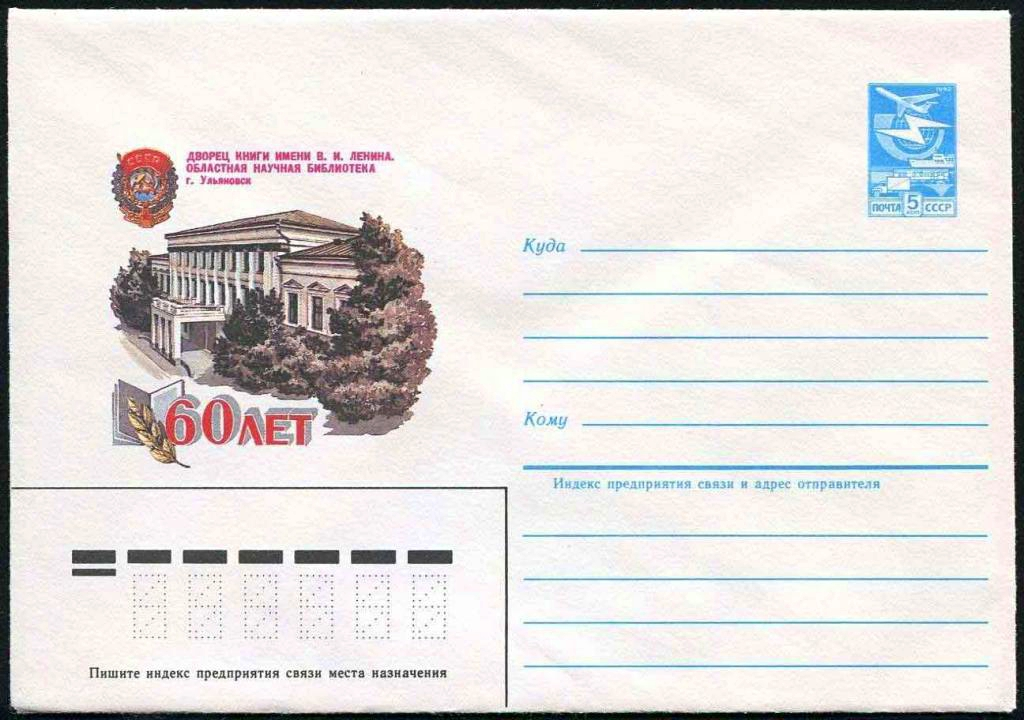
ХМК СССР, 1984 г. Дворец книги. Областная научная библиотека. Ульяновск. 60 лет.